# ویل رایت (بازیگر)
ویل رایت (انگلیسی: Will Wright؛ ۲۶ مارس ۱۸۹۴ – ۱۹ ژوئن ۱۹۶۲) یک هنرپیشه اهل ایالات متحده آمریکا بود.
از فیلم‌ها یا برنامه‌های تلویزیونی که وی در آن نقش داشته است می‌توان به بامبی و خانه کنار رودخانه اشاره کرد.